# غافن فليجر
غافن فليجر (بالهولندية: Gavin Vlijter)‏ (12 فبراير 1997 بباراماريبو في سورينام - ) هو لاعب كرة قدم هولندي في مركز الهجوم. لعب مع فورتونا سيتارد.

## وصلات خارجية
- غافن فليجر على موقع قاعدة بيانات كرة القدم.إي يو (الإنجليزية)
- غافن فليجر على موقع Soccerway.com (الإنجليزية)
- غافن فليجر على موقع عالم كرة القدم.نت (الإنجليزية)